# Richard Du Moulin-Eckart

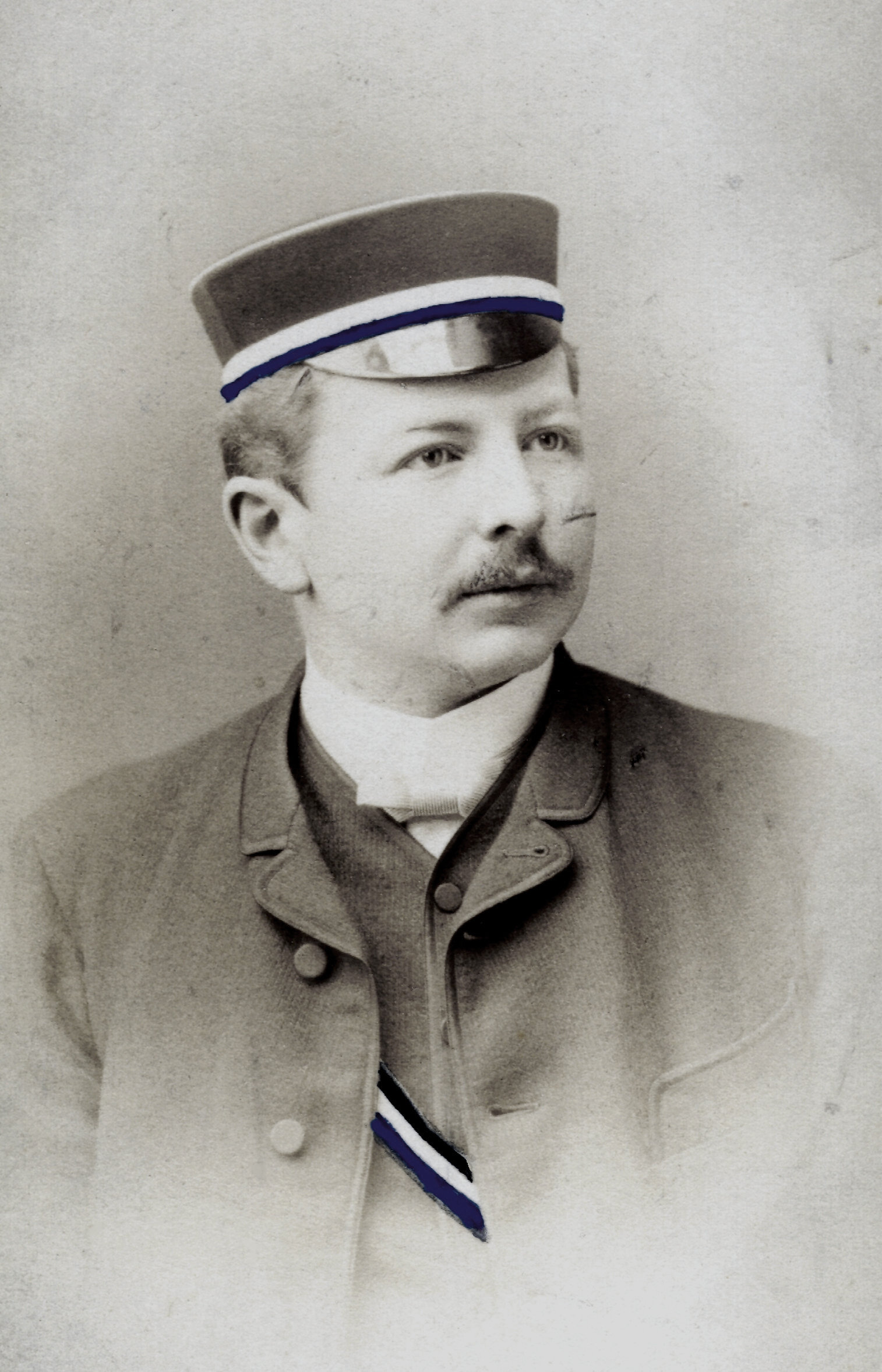
Graf Du Moulin Eckart (1887)

Richard Maria Ferdinand Graf Du Moulin-Eckart (* 27. November 1864 in Leipzig; † 1. April 1938 in München) war ein deutscher Historiker.

## Leben
Richards Vorfahren stammen ursprünglich aus Frankreich und erhielten dort 1817 den Titel Baron und in Bayern 1824 und 1840 die Grafenklasse. Er selbst war der zweite Sohn des Eduard Gustav Du Moulin-Eckart (1834–1902) und dessen Gattin Karoline geb. Meyer (1838–1895). Richard Wagner war ein Pate. Er besuchte das nachmalige Erasmus-Gymnasium Amberg. Nach dem Abitur begann er an der Julius-Maximilians-Universität Würzburg und der Ludwig-Maximilians-Universität München Germanistik und Geschichte zu studieren. Er wurde Mitglied des Corps Bavaria Würzburg (1886) und des Corps Suevia München (1887). Als Inaktiver ging er an die Universität Leipzig und die Schlesische Friedrich-Wilhelms-Universität. Zeitweilige Studienaufenthalte führten ihn an die Friedrich-Wilhelms-Universität zu Berlin, die Sorbonne und die Kaiser-Wilhelms-Universität Straßburg. 1890 wurde er in Breslau zum Dr. phil. promoviert. 1895 habilitierte er sich in Heidelberg. 1897 erhielt er dort ein Extraordinariat für Geschichte. Im Jahr darauf ging er noch als a.o. Professor an die Technische Hochschule München, die ihn 1900 als o. Professor berief. Er stellte sich nach dem Ersten Weltkrieg gegen den Friedensvertrag von Versailles und war Vorsitzender des rechtskonservativen Deutschen Kampfbundes gegen die Kriegsschuldlüge. An seinem 60. Geburtstag bereitete ihm die gesamte Studentenschaft der TH München eine großartige Feier. 1930 nach dreißig Jahren emeritiert, zog er sich als Majoratsherr auf Schloss Bertoldsheim zurück. Er starb im 74. Lebensjahr und wurde auf dem Friedhof von Rottach beerdigt.

### Familie
Am 25. September 1894 heiratete er Bertha Berger (1866–1949). Aus der Ehe gingen die Töchter Aimée Bertha Karoline Eugenie (1895–1956) und Eva Margarethe Therese (1897–1961) sowie der Sohn, NSDAP-Politiker und SA-Führer Karl Leon Du Moulin-Eckart (1900–1991) hervor.

### Bedeutung
Du Moulin-Eckart stand zur Großdeutschen Lösung, war aber (als Bayer) vom (preußischen) Deutschen Kaiserreich begeistert. Er trat vor allem durch seine Biographien über Otto von Bismarck, Hans von Bülow und Cosima Wagner hervor. Dem Wilhelminismus war er aber nicht erlegen. Bereits 1913 – nicht erst nach dem Ersten Weltkrieg – warb er für die Verschmelzung der österreichischen Corps mit den reichsdeutschen. Er verwies auf die von Alois von Brinz erkannte „Notwendigkeit des völkischen Zusammenwirkens mit Deutsch Österreich“. Er erinnerte an die Zeit nach Suevias Gründung, als „die Zugehörigkeit zum Corps eine Probe des Mutes und ein Opfer“ war:

„Es liegt etwas Großes und Edles in diesem Kampf für Band und Zirkel und etwas noch Größeres darin, daß während dieser Zeit des Ringens um die Existenz das Corps sich selber Gesetze gab, die strenger waren als die gesellschaftlichen Anschauungen der Zeit, daß sie in Tagen laxester Handhabung der Sittengesetze eine richtige akademische Moral schufen und einen Ehrenkodex ausbildeten, wie kein anderes Volk ihn hatte, und in Deutschland selbst nur die akademische Jugend. Hierin liegt die eigentliche Größe der deutschen Corps.“

## Ehrungen
- Roter Adlerorden IV. Klasse, 1900
- Prinzregent-Luitpold-Medaille, 1911
- Verdienstorden vom Heiligen Michael III. Klasse, 1918
- Geheimer Regierungsrat, 1923
- Geheimer Rat, 1925

## Werke (Auswahl)

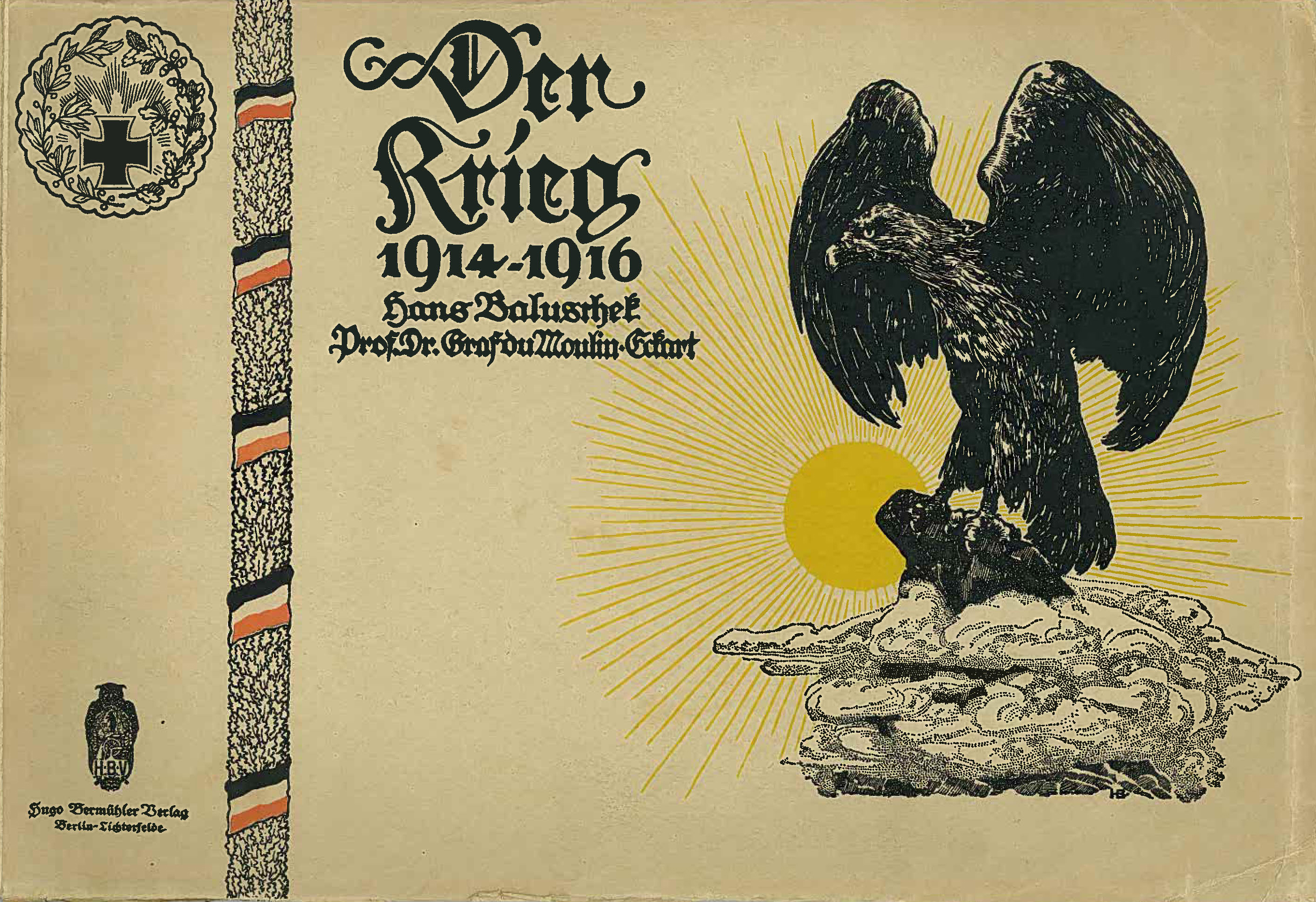
Deckblatt für Der Krieg 1914–1919, von Hans Baluschek illustriert

- Luitpold von Bayern. Ein historischer Rückblick,  Fr. Lehmann, Zweibrücken 1901.
- Die Suevia zu Landshut und München. 1803–1903. Knorr & Hirth, München 1903.
- Bismarck. Der Mann und das Werk. Union, Stuttgart 1915.
- Cosima Wagner. Ein Lebensbild zu ihrem 80. Geburtstage, Gießel, Bayreuth 1918.
- Hans von Bülow. Rösl, München 1921.
- Wahnfried. F. Kistner & C.F.W. Siegel, Leipzig 1925.
- Vom alten Germanien zum neuen Reich. Zwei Jahrtausende deutscher Geschichte. Union, Stuttgart 1926.
- Geschichte der deutschen Universitäten, F. Enke, Stuttgart 1929 (Nachdruck Olms, Hildesheim 1976).
- Cosima Wagner. Ein Lebens- und Charakterbild, 2 Bde. Drei Masken Verlag, München 1929–1930.
- Die Herrin von Bayreuth. Drei Masken Verlag, München 1930.